# 法利埃海岸

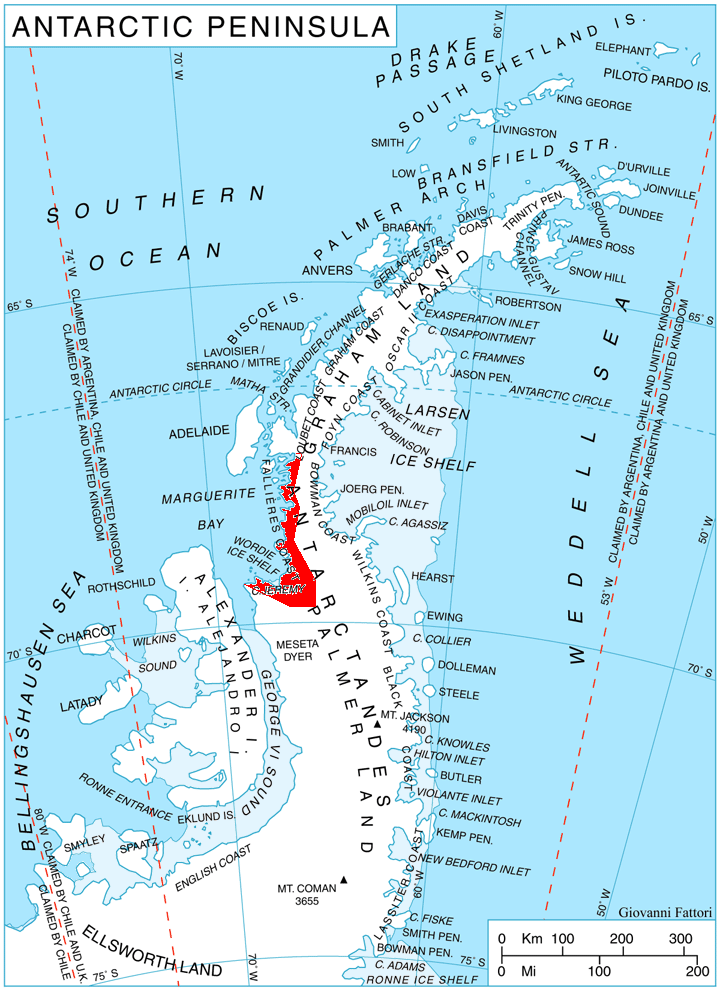

法利埃海岸（英語：Fallières Coast）是南極洲的海岸，位於南極半島西岸的葛拉漢地，南面是賴米爾海岸，北面是盧貝海岸，讓-巴蒂斯特·夏古率領的法國探險隊以該國總統阿爾芒·法利埃命名。
68°30′S 67°0′W / 68.500°S 67.000°W